# 腓特烈·路德維希 (梅克倫堡-施威林)
腓特烈·路德維希（德語：Friedrich Ludwig，1778年6月13日—1819年11月29日），梅克倫堡-施威林大公儲，腓特烈·法蘭茲一世的長子。

## 家庭
1799年，腓特烈·路德維希與俄羅斯沙皇保羅一世的女兒赫蓮娜·巴甫洛夫娜女大公結婚，兩人共有1子1女：
- 保羅·腓特烈王子（1800年—1842年），1837年成為梅克倫堡-施威林大公
- 瑪麗·路易絲（1803年—1862年），薩克森-阿爾滕堡公爵夫人

赫蓮娜·巴甫洛夫娜於1803年去世。1810年，腓特烈·路德維希與薩克森-魏瑪-艾森納赫的卡羅琳·路易絲結婚，兩人共有2子1女：
- 阿爾貝王子（1812年—1834年）
- 海倫公主（1814年—1858年），奧爾良公爵夫人
- 馬格努斯王子（1815年—1816年），夭折

卡羅琳·路易絲於1816年去世。1818年，腓特烈·路德維希與黑森-洪堡的奧古絲特公主結婚，兩人沒有子女。
腓特烈·路德維希於1819年去世，享年41歲。